# Skidegate
Skidegate (/ˈskɪdəɡət/) é uma comunidade haida localizado em Haida Gwaii, no Canadá.